# Samorost 2
Samorost 2 – gra przygodowa stworzona i wydana przez firmę Amanita Design 8 grudnia 2005 roku. Jest to druga gra wideo z serii Samorost.

## Rozgrywka
Samorost 2 to gra przygodowa typu wskaż i kliknij, której akcja toczy się w fikcyjnym świecie. Gracz steruje gnomem poruszającym się po dwuwymiarowych planszach. Postać eksploruje otoczenie, rozwiązuje zagadki i wchodzi w interakcję z przedmiotami. Główny bohater potrafi także komunikować się z postaciami, które spotyka podczas swojej podróży, jednak gra nie zawiera zrozumiałych dialogów.

## Produkcja
Pierwsza część serii, Samorost została wydana w 2003 roku jako darmowa gra przeglądarkowa stworzona w technologii Flash. Drugą odsłonę wydano jako shareware, gdzie pierwszy fragment gry został udostępniony na stronie twórców za darmo, a pozostała część była płatna. W 2020 roku z okazji 15-lecia gry, twórcy wydali aktualizację w ramach której poprawiono oprawę graficzną, ponownie nagrano ścieżkę dźwiękową i dodano wsparcie dla systemów macOS.

## Odbiór
W 2011 roku redakcja serwisu Adventure Gamers umieściła grę na 54. miejscu na liście najlepszych gier przygodowych. Samorost 2 wygrał na konferencji Webby Awards w kategorii gry komputerowe. Przyznano jej tytuł najlepszej gry przeglądarkowej podczas ceremonii Independent Games Festival w 2007 roku.